# 小行星列表/188301-188400
| 名稱         | 臨時編號   | 發現日期       | 發現地點   | 發現者                         |
| ------------ | ---------- | -------------- | ---------- | ------------------------------ |
| 小行星188301 | 2003 EV31  | 2003年3月7日   | 索科罗     | 林肯近地小行星研究小组         |
| 小行星188302 | 2003 EP34  | 2003年3月7日   | 索科罗     | 林肯近地小行星研究小组         |
| 小行星188303 | 2003 EJ45  | 2003年3月7日   | 索科罗     | 林肯近地小行星研究小组         |
| 小行星188304 | 2003 ET50  | 2003年3月10日  | 基特峰     | 太空监视                       |
| 小行星188305 | 2003 EU51  | 2003年3月11日  | 帕洛马山   | 近地小行星追踪                 |
| 小行星188306 | 2003 EL62  | 2003年3月9日   | 索科罗     | 林肯近地小行星研究小组         |
| 小行星188307 | 2003 ER62  | 2003年3月12日  | 帕洛马山   | 近地小行星追踪                 |
| 小行星188308 | 2003 FF9   | 2003年3月21日  | 帕洛马山   | 近地小行星追踪                 |
| 小行星188309 | 2003 FX9   | 2003年3月22日  | 海勒卡拉   | 近地小行星追踪                 |
| 小行星188310 | 2003 FJ11  | 2003年3月23日  | 基特峰     | 太空监视                       |
| 小行星188311 | 2003 FK19  | 2003年3月25日  | 帕洛马山   | 近地小行星追踪                 |
| 小行星188312 | 2003 FB33  | 2003年3月23日  | 基特峰     | 太空监视                       |
| 小行星188313 | 2003 FM36  | 2003年3月23日  | 基特峰     | 太空监视                       |
| 小行星188314 | 2003 FA62  | 2003年3月26日  | 帕洛马山   | 近地小行星追踪                 |
| 小行星188315 | 2003 FJ63  | 2003年3月26日  | 帕洛马山   | 近地小行星追踪                 |
| 小行星188316 | 2003 FG91  | 2003年3月29日  | 可可尼诺县 | 洛厄尔天文台近地小行星搜寻计划 |
| 小行星188317 | 2003 FS130 | 2003年3月27日  | 帕洛马山   | 近地小行星追踪                 |
| 小行星188318 | 2003 GY9   | 2003年4月2日   | 海勒卡拉   | 近地小行星追踪                 |
| 小行星188319 | 2003 GB30  | 2003年4月5日   | 基特峰     | 太空监视                       |
| 小行星188320 | 2003 HE7   | 2003年4月24日  | 基特峰     | 太空监视                       |
| 小行星188321 | 2003 HM7   | 2003年4月24日  | 可可尼诺县 | 洛厄尔天文台近地小行星搜寻计划 |
| 小行星188322 | 2003 HT13  | 2003年4月25日  | 基特峰     | 太空监视                       |
| 小行星188323 | 2003 HT25  | 2003年4月25日  | 基特峰     | 太空监视                       |
| 小行星188324 | 2003 JD16  | 2003年5月9日   | 海勒卡拉   | 近地小行星追踪                 |
| 小行星188325 | 2003 KW13  | 2003年5月28日  | 海勒卡拉   | 近地小行星追踪                 |
| 小行星188326 | 2003 NY1   | 2003年7月2日   | 索科罗     | 林肯近地小行星研究小组         |
| 小行星188327 | 2003 NG3   | 2003年7月4日   | 索科罗     | 林肯近地小行星研究小组         |
| 小行星188328 | 2003 NV8   | 2003年7月2日   | 可可尼诺县 | 洛厄尔天文台近地小行星搜寻计划 |
| 小行星188329 | 2003 OO3   | 2003年7月22日  | 海勒卡拉   | 近地小行星追踪                 |
| 小行星188330 | 2003 OU8   | 2003年7月22日  | 索科罗     | 林肯近地小行星研究小组         |
| 小行星188331 | 2003 OZ32  | 2003年7月24日  | 帕洛马山   | 近地小行星追踪                 |
| 小行星188332 | 2003 QD3   | 2003年8月19日  | 帝王台     | 帝王台近地天體巡天             |
| 小行星188333 | 2003 QF10  | 2003年8月21日  | 海勒卡拉   | 近地小行星追踪                 |
| 小行星188334 | 2003 QU30  | 2003年8月24日  | 索科罗     | 林肯近地小行星研究小组         |
| 小行星188335 | 2003 QD48  | 2003年8月20日  | 帕洛马山   | 近地小行星追踪                 |
| 小行星188336 | 2003 QB58  | 2003年8月23日  | 索科罗     | 林肯近地小行星研究小组         |
| 小行星188337 | 2003 QZ66  | 2003年8月23日  | 帕洛马山   | 近地小行星追踪                 |
| 小行星188338 | 2003 QW112 | 2003年8月25日  | 帕洛马山   | 近地小行星追踪                 |
| 小行星188339 | 2003 RQ8   | 2003年9月7日   | 索科罗     | 林肯近地小行星研究小组         |
| 小行星188340 | 2003 SL32  | 2003年9月18日  | 帝王台     | 帝王台近地天體巡天             |
| 小行星188341 | 2003 SJ61  | 2003年9月17日  | 索科罗     | 林肯近地小行星研究小组         |
| 小行星188342 | 2003 SV83  | 2003年9月18日  | 帕洛马山   | 近地小行星追踪                 |
| 小行星188343 | 2003 SQ117 | 2003年9月16日  | 帕洛马山   | 近地小行星追踪                 |
| 小行星188344 | 2003 SA123 | 2003年9月18日  | 索科罗     | 林肯近地小行星研究小组         |
| 小行星188345 | 2003 SF208 | 2003年9月23日  | 帕洛马山   | 近地小行星追踪                 |
| 小行星188346 | 2003 SC302 | 2003年9月17日  | 帕洛马山   | 近地小行星追踪                 |
| 小行星188347 | 2003 SN310 | 2003年9月28日  | 索科罗     | 林肯近地小行星研究小组         |
| 小行星188348 | 2003 SQ319 | 2003年9月27日  | 阿帕契點   | 史隆數位巡天                   |
| 小行星188349 | 2003 TS9   | 2003年10月14日 | 索科罗     | 林肯近地小行星研究小组         |
| 小行星188350 | 2003 UA5   | 2003年10月17日 | 帕洛马山   | 近地小行星追踪                 |
| 小行星188351 | 2003 WW1   | 2003年11月16日 | 卡特林那   | 卡特林那巡天系统               |
| 小行星188352 | 2003 XT10  | 2003年12月3日  | 索科罗     | 林肯近地小行星研究小组         |
| 小行星188353 | 2003 XN23  | 2003年12月1日  | 基特峰     | 太空监视                       |
| 小行星188354 | 2003 YJ16  | 2003年12月17日 | 可可尼诺县 | 洛厄尔天文台近地小行星搜寻计划 |
| 小行星188355 | 2003 YC43  | 2003年12月19日 | 基特峰     | 太空监视                       |
| 小行星188356 | 2003 YC50  | 2003年12月18日 | 索科罗     | 林肯近地小行星研究小组         |
| 小行星188357 | 2003 YQ73  | 2003年12月18日 | 索科罗     | 林肯近地小行星研究小组         |
| 小行星188358 | 2003 YL103 | 2003年12月20日 | 索科罗     | 林肯近地小行星研究小组         |
| 小行星188359 | 2003 YC138 | 2003年12月27日 | 索科罗     | 林肯近地小行星研究小组         |
| 小行星188360 | 2003 YA175 | 2003年12月19日 | 基特峰     | 太空监视                       |
| 小行星188361 | 2004 AN2   | 2004年1月13日  | 可可尼诺县 | 洛厄尔天文台近地小行星搜寻计划 |
| 小行星188362 | 2004 AT18  | 2004年1月15日  | 基特峰     | 太空监视                       |
| 小行星188363 | 2004 BJ6   | 2004年1月16日  | 基特峰     | 太空监视                       |
| 小行星188364 | 2004 BH23  | 2004年1月18日  | 帕洛马山   | 近地小行星追踪                 |
| 小行星188365 | 2004 BF31  | 2004年1月18日  | 帕洛马山   | 近地小行星追踪                 |
| 小行星188366 | 2004 BJ44  | 2004年1月22日  | 索科罗     | 林肯近地小行星研究小组         |
| 小行星188367 | 2004 BC71  | 2004年1月22日  | 索科罗     | 林肯近地小行星研究小组         |
| 小行星188368 | 2004 BS78  | 2004年1月22日  | 索科罗     | 林肯近地小行星研究小组         |
| 小行星188369 | 2004 BX89  | 2004年1月23日  | 索科罗     | 林肯近地小行星研究小组         |
| 小行星188370 | 2004 BJ100 | 2004年1月28日  | 索科罗     | 林肯近地小行星研究小组         |
| 小行星188371 | 2004 BK101 | 2004年1月28日  | 索科罗     | 林肯近地小行星研究小组         |
| 小行星188372 | 2004 BQ103 | 2004年1月31日  | 卡特林那   | 卡特林那巡天系统               |
| 小行星188373 | 2004 BZ132 | 2004年1月17日  | 基特峰     | 太空监视                       |
| 小行星188374 | 2004 CW3   | 2004年2月10日  | 帕洛马山   | 近地小行星追踪                 |
| 小行星188375 | 2004 CT6   | 2004年2月11日  | 可可尼诺县 | 洛厄尔天文台近地小行星搜寻计划 |
| 小行星188376 | 2004 CU12  | 2004年2月11日  | 帕洛马山   | 近地小行星追踪                 |
| 小行星188377 | 2004 CD37  | 2004年2月12日  | 帕洛马山   | 近地小行星追踪                 |
| 小行星188378 | 2004 CD59  | 2004年2月10日  | 帕洛马山   | 近地小行星追踪                 |
| 小行星188379 | 2004 CA60  | 2004年2月11日  | 基特峰     | 太空监视                       |
| 小行星188380 | 2004 CE77  | 2004年2月11日  | 卡特林那   | 卡特林那巡天系统               |
| 小行星188381 | 2004 CD81  | 2004年2月12日  | 基特峰     | 太空监视                       |
| 小行星188382 | 2004 CX85  | 2004年2月14日  | 基特峰     | 太空监视                       |
| 小行星188383 | 2004 CO86  | 2004年2月14日  | 基特峰     | 太空监视                       |
| 小行星188384 | 2004 CK100 | 2004年2月15日  | 卡特林那   | 卡特林那巡天系统               |
| 小行星188385 | 2004 CX103 | 2004年2月13日  | 帕洛马山   | 近地小行星追踪                 |
| 小行星188386 | 2004 CD111 | 2004年2月14日  | 基特峰     | 太空监视                       |
| 小行星188387 | 2004 CQ114 | 2004年2月15日  | 索科罗     | 林肯近地小行星研究小组         |
| 小行星188388 | 2004 DW6   | 2004年2月16日  | 基特峰     | 太空监视                       |
| 小行星188389 | 2004 DF11  | 2004年2月16日  | 基特峰     | 太空监视                       |
| 小行星188390 | 2004 DP11  | 2004年2月17日  | 本森       | 杨光宇                         |
| 小行星188391 | 2004 DD17  | 2004年2月18日  | 基特峰     | 太空监视                       |
| 小行星188392 | 2004 DP20  | 2004年2月17日  | 索科罗     | 林肯近地小行星研究小组         |
| 小行星188393 | 2004 DA21  | 2004年2月17日  | 索科罗     | 林肯近地小行星研究小组         |
| 小行星188394 | 2004 DT34  | 2004年2月19日  | 索科罗     | 林肯近地小行星研究小组         |
| 小行星188395 | 2004 DE50  | 2004年2月22日  | 基特峰     | 太空监视                       |
| 小行星188396 | 2004 DJ62  | 2004年2月26日  | 索科罗     | 林肯近地小行星研究小组         |
| 小行星188397 | 2004 ET4   | 2004年3月11日  | 帕洛马山   | 近地小行星追踪                 |
| 小行星188398 | 2004 EX6   | 2004年3月12日  | 帕洛马山   | 近地小行星追踪                 |
| 小行星188399 | 2004 ER8   | 2004年3月13日  | 帕洛马山   | 近地小行星追踪                 |
| 小行星188400 | 2004 ED12  | 2004年3月11日  | 帕洛马山   | 近地小行星追踪                 |